# Tymmophorus fasciventris
Tymmophorus fasciventris är en stekelart som beskrevs av Dasch 1964. Tymmophorus fasciventris ingår i släktet Tymmophorus och familjen brokparasitsteklar. Inga underarter finns listade i Catalogue of Life.